# Ballomma erasmus
Espèce
Ballomma erasmus est une espèce d'araignées aranéomorphes de la famille des Zodariidae.

## Distribution
Cette espèce est endémique du Limpopo en Afrique du Sud. Elle se rencontre à Ga-Moraba.

## Description
Le mâle holotype mesure 4,97 mm et la femelle paratype 4,47 mm.

## Étymologie
Son nom d'espèce lui a été donné en référence au lieu de sa découverte, le col Abel Erasmus.

## Publication originale
- Jocqué & Henrard, 2015 : Ballomma, a new Afrotropical genus in the Cryptothelinae (Araneae, Zodariidae): eyes on the run. European Journal of Taxonomy, vol. 163, p. 1-24 (texte intégral).